# ジーシー昭和薬品
株式会社ジーシー昭和薬品（ジーシーしょうわやくひん）は歯科領域における医薬品・医療機器等の製造・販売を行っている企業。
歯科医療総合メーカーであるジーシーの完全子会社。

## 沿革
- 1948年（昭和23年）7月 - 昭和農産化工（現・メルシャン）から分離し、ペニシリンを中心とした医薬品の製造販売を開始。
- 1951年（昭和26年）5月 - 中央三信株式会社を合併。
- 1975年（昭和50年）4月 - 昭和歯材化工株式会社を設立。
- 1982年（昭和57年）10月 - 昭和新薬株式会社と営業、開発、製造の協業化を行う。
- 1989年（平成元年）7月 - 昭和新薬を合併。
- 2001年（平成13年）6月 - 瀬戸工場にて抗生物質製剤の受託生産を開始。
- 2004年（平成16年）
  - 10月 - 体外診断薬事業を日水製薬（現・島津ダイアグノスティクス）へ譲渡。
  - 12月 - ジャフコが運営・管理する投資ファンドの出資により設立された（初代）カロナール株式会社が公開買付けを行い、当社全株式の98%を取得。
- 2005年（平成17年）2月 - 株式交換によりカロナール株式会社の完全子会社となる。
- 2006年（平成18年）1月 - 昭和歯材化工を合併。同時期に瀬戸工場を新設分割により分社化し、SYK瀬戸株式会社を設立。
- 2008年（平成20年）
  - 3月 - 丸の内ホールディングス株式会社を設立。
  - 4月 - 東京海上キャピタル、AIGジャパン・キャピタル・インベストメント（現・パインブリッジ・ジャパン・キャピタル・インベストメント）、ポラリス・プリンシパル・ファイナンス（現・ポラリス・キャピタル・グループ）の支援により、丸の内ホールディングスがカロナールの全株式を取得し、完全子会社化。
  - 7月 - 丸の内ホールディングスがカロナールを吸収合併し、（2代目）カロナール株式会社に商号変更。あわせて、当社並びにSYK瀬戸が同社の完全子会社となる。
  - 12月 - カロナールが当社並びにSYK瀬戸株式会社を吸収合併し、（2代目）昭和薬品化工株式会社に商号変更。
- 2012年（平成24年）6月 - ユニゾン・キャピタルがアドバイザー等を務める投資ファンドが100%保有する特定目的会社が、当社株式の100%を取得。
- 2015年（平成27年）12月 - 医科事業及び歯科事業の製造部門を会社分割（簡易吸収分割）によってあゆみ製薬へ承継し、歯科領域専業となる。
- 2016年（平成28年）9月 - ジーシーが当社の普通株式全株を取得し、同社の完全子会社となる[3][4]。
- 2019年（令和元年）6月 - 神奈川県川崎市高津区に多摩川工場を竣工。
- 2022年（令和4年）4月 - 株式会社ジーシー昭和薬品に商号変更。本社を東京都文京区へ移転[5]。

## 外部サイト
- ジーシー昭和薬品